# ターフフォンテン競馬場
ターフフォンテン競馬場（アフリカーンス語・英語：Turffontein Racecourse）は、南アフリカ共和国ハウテン州ヨハネスブルグにある競馬場である。

## 概要
ヨハネスブルグ南約4キロの場所に位置する。右回りで芝コースのみ。1周2,645 mで、1,200 mまでなら直線競走が可能である。南アフリカ共和国のダービーにあたるサウスアフリカンダービー(G1)やサマーカップ(G1)が行われる競馬場として知られている。

## 歴史
1887年に発足したヨハネスブルグ・ターフクラブが、ターフフォンテン地区の農場を借り受けて開始した。
ボーア戦争により運営停止に追い込まれたが、1900年に再開した。
1990年代以降、競馬運営企業であるヒューメレラが所有権を持ち、業績が改善している。

## 交通
O・R・タンボ国際空港からシャトルバスが運営されている。